# 萨勒河畔巴特诺伊施塔特
萨勒河畔巴特诺伊施塔特（德語：Bad Neustadt an der Saale，官方拼写为，發音：[baːt ˈnɔʏʃtat ʔan deːɐ̯ ˈzaːlə] ⓘ）是德国巴伐利亚州下弗兰肯行政区伦-格拉布费尔德县的城市，也是伦-格拉布费尔德县的县治，面积36.89平方千米，2023年12月31日人口为15,720人。